# Willie the Operatic Whale
Willie the Operatic Whale eller The Whale Who Wanted to Sing at the Met er finalen i en animationsfilmen Spil for mig! (eng: Make Mine Music) fra 1946 produceret af Walt Disney. Den den ottende film i rækken af Disneys klassikere.